# Fieseler Fi 156 Storch
Fieseler Fi 156 Storch (Roda) bio je njemački jednomotorni zrakoplov s STOL karateristikama, namijenjen izviđanju, održavanju veze i bolničkom transportu.

Poznat je postao po svojoj mogućnosti polijetanja i slijetanja na neuređena i ograničena područja zbog čega se intenzivno koristio u drugom svjetskom ratu.

## Tehničke karakteristike (Fi 156C-2)
Izvori podataka: Aviastar i Military factory
Osnovne karakteristike
- dužina: 9,9 m
- raspon krila: 14,25 m
- površina krila: 26 m2
- visina: 3,05 m

Letne karakteristike
- najveća brzina: 175 km/h
- ekonomska brzina: 130 km/h
- dolet: 385 km
- najveća visina leta: 4600 m
- motor: 1 x Argus As 10C-3

Naoružanje
- naoružanje: 1 x MG 15